# Pseudaonidia tricuspidata
Pseudaonidia tricuspidata är en insektsart som beskrevs av Karl Hermann Leonhard Lindinger 1939. Pseudaonidia tricuspidata ingår i släktet Pseudaonidia och familjen pansarsköldlöss.
Artens utbredningsområde är Tyskland. Inga underarter finns listade i Catalogue of Life.